# DN73C
DN73C este un drum național secundar din România care leagă orașele Câmpulung, Curtea de Argeș și Râmnicu Vâlcea.